# 巴西宪法

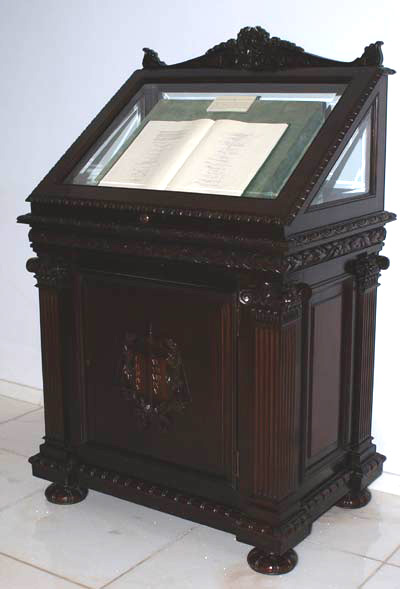
1988年巴西宪法的原始文本

巴西联邦共和国宪法（葡萄牙語：Constituição da República Federativa do Brasil），为巴西联邦共和国的最高法。现行巴西宪法由1988年制宪会议制定，1988年10月5日施行。

## 历史
1822年至今，巴西共颁布了七部宪法。第一部为1824年颁布的巴西帝国宪法，第二部为1891年巴西共和政府颁布的共和国宪法，现行宪法是1988年颁布的第七部宪法。